# Igreja de Husaby
A Igreja de Husaby (em sueco:  Husaby kyrka) é uma igreja medieval, na localidade de Husaby, a 15 km a leste da cidade de Lidköping na Suécia. Foi começada a edificar no século XI, substituindo uma igreja de madeira mais antiga, e ficou pronta no XII. Construída em pedra, no estilo românico, foi a primeira igreja episcopal do país. Segundo a tradição, foi em Husaby que a Suécia adotou oficialmente o cristianismo no século XI.

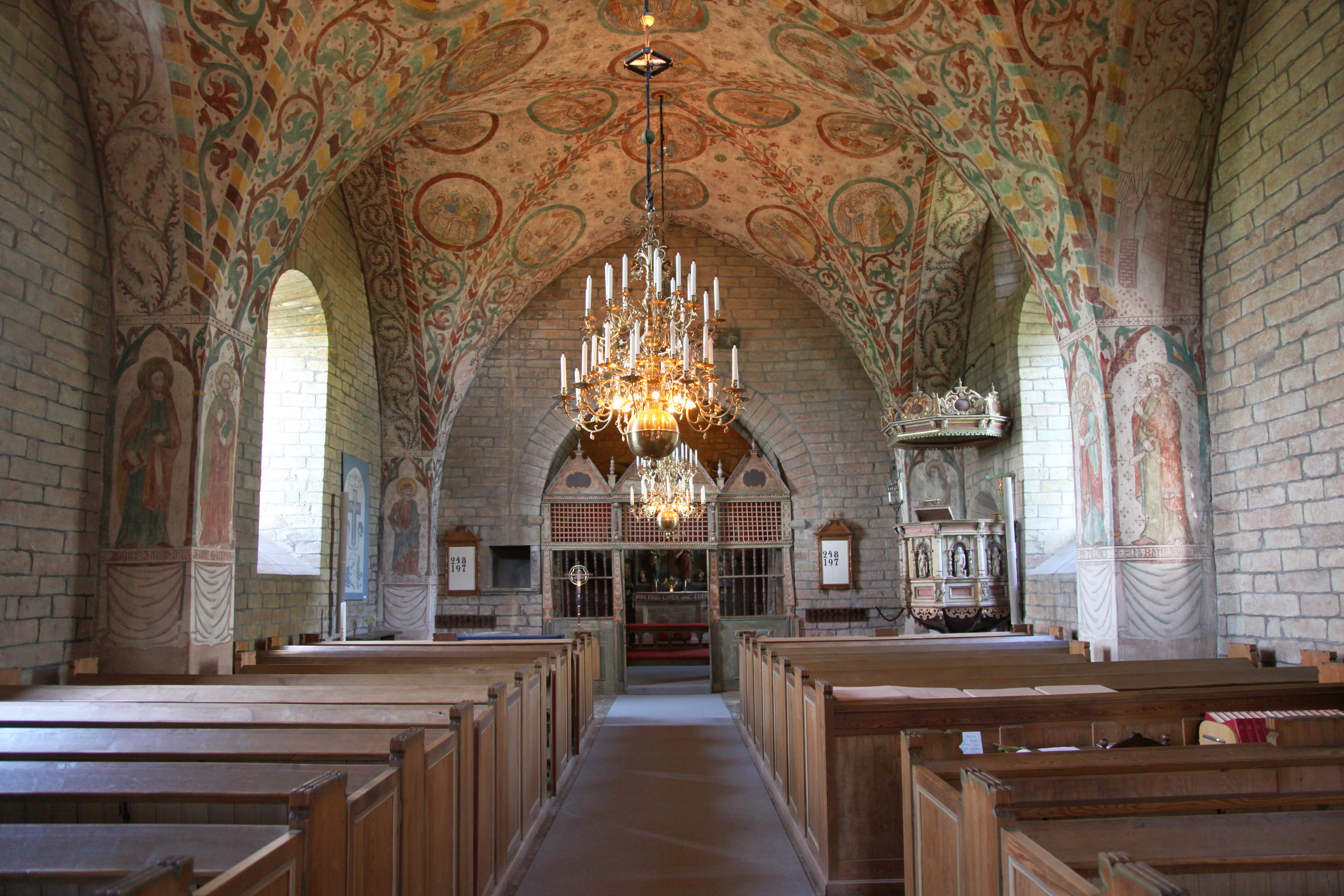
Interior da igreja
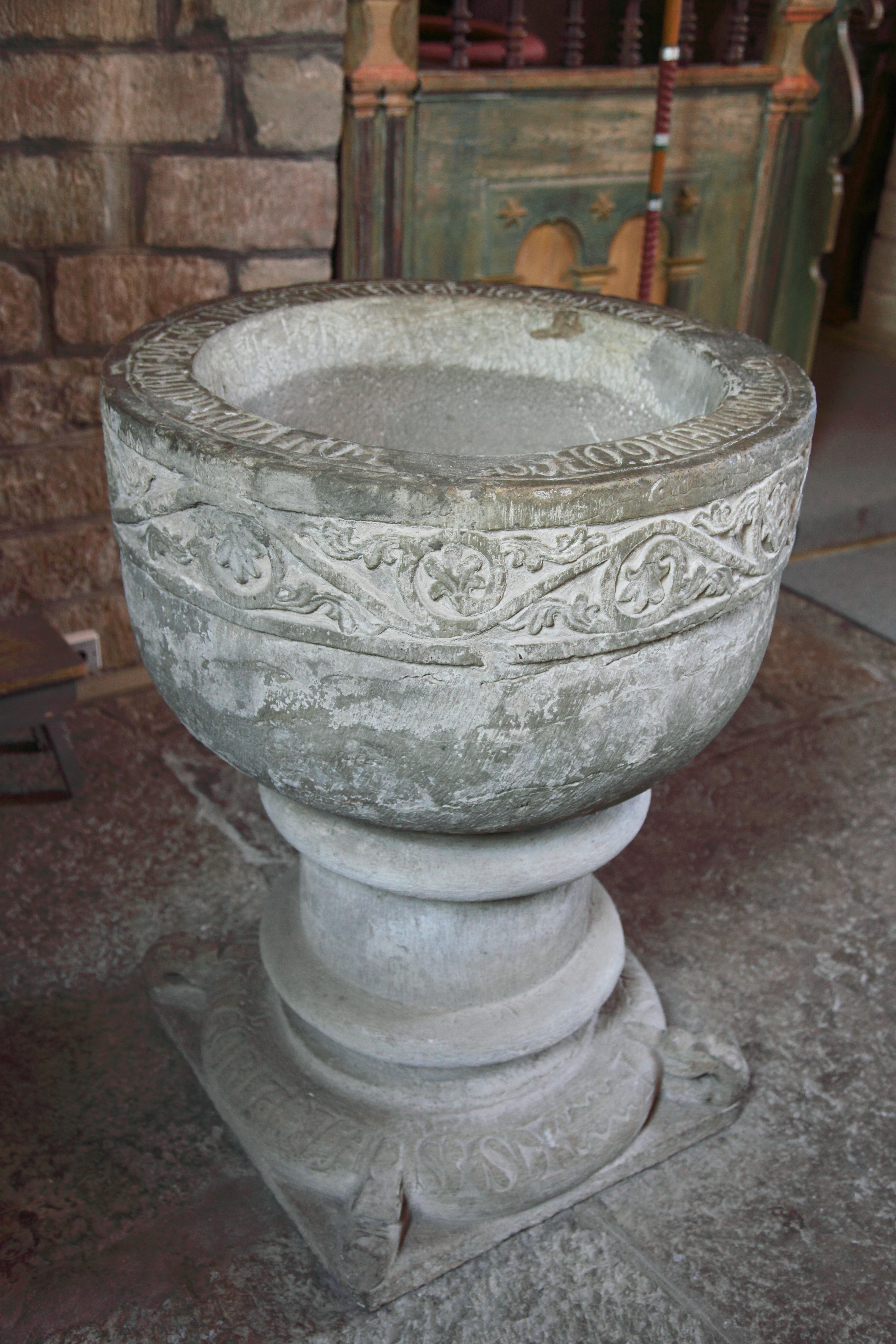
Pia batismal do século XII
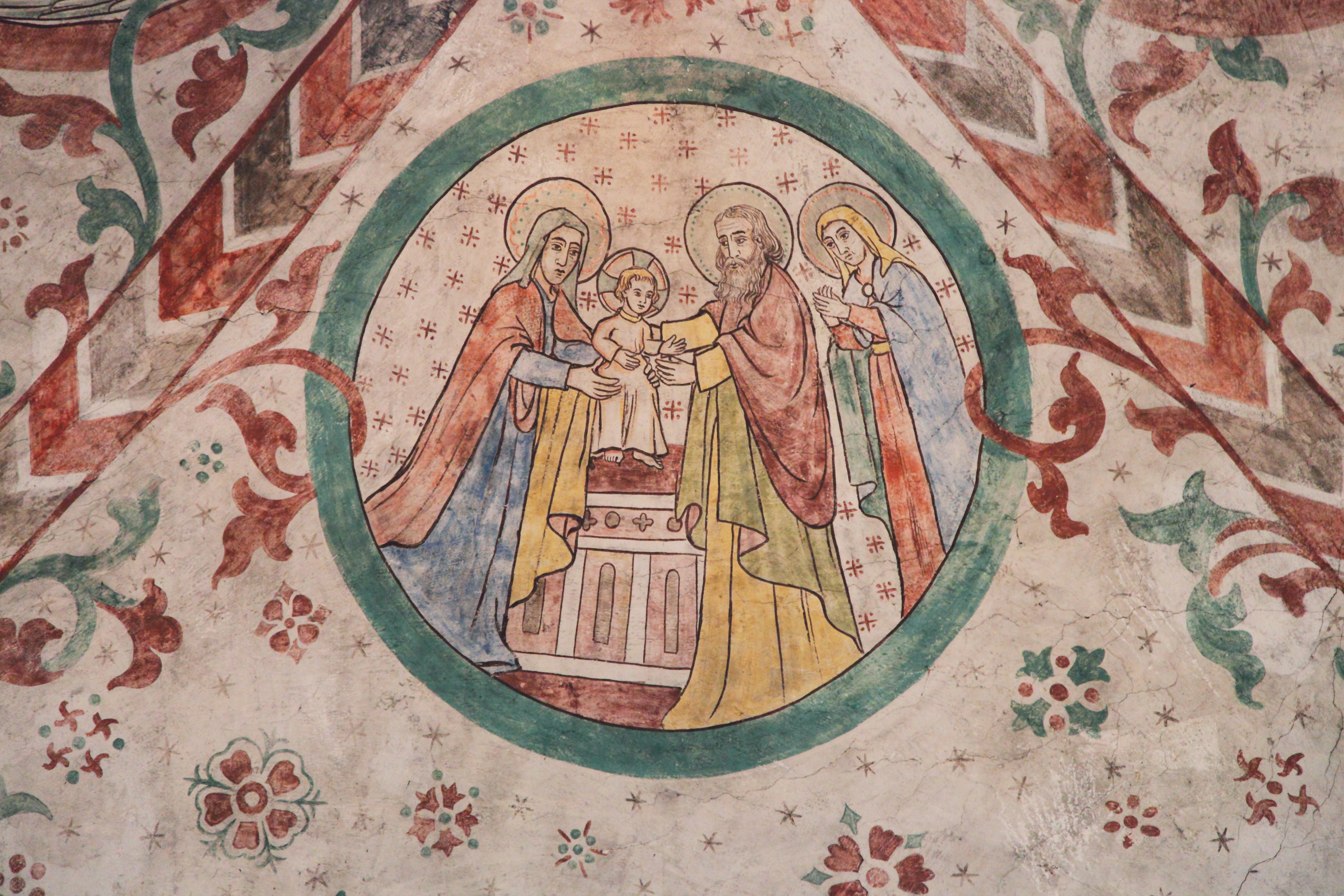
Pintura mural do século XX